# Saint-Macaire-en-Mauges
Saint-Macaire-en-Mauges korábbi község Franciaország Loire mente régiójában, Maine-et-Loire megyében. 2015. december 15-én kilenc másik korábbi községgel egyesült és Sèvremoine új község része lett.

## Földrajzi fekvése
A község a Maine-et-Loire megye délnyugati részén elterülő Pays des Mauges-nak nevezett vidéken helyezkedik el Cholet-tól 12 km-re.

## Története
A helység hajdani elnevezései (Spetvan, Spivan vagy Espivan, helyi tájnyelven : kiterjedt magány) a táj fölöttébb mocsaras és barátságtalan jellegére utaltak. A helység jelenleg Szent Makáriosz szerzetes, a II. században élt hittérítő nevét viseli.

## Turisztikai látnivalók
- A község határában található a kelta-gall vallás emlékét őrző Menhir de la Bretellière.